# Кушнір Вячеслав Олексійович
Вячесла́в Олексі́йович Кушні́р — молодший сержант окремого загону спеціального призначення НГУ «Азов» Національної гвардії України, учасник російсько-української війни, що загинув у ході російського вторгнення в Україну в 2022 році.

## Життєпис
Вячеслав Кушнір народився 2 липня 1994 року в селі Слобода-Шаргородська (з 2020 року — Шаргородської міської громади Жмеринського району) Вінницької області. Після закінчення 9 класу вступив до Вінницького міжрегіонального вищого професійного училища, де навчався на повара. У 2013 році почав навчатися у духовній семінарії Ордену Братів Менших Францисканців. Через 3 роки вирішив залишити семінарію. У вільний час любив грати на гітарі .
У січні 2017 року поїхав до Києва на підготовку до вступу в лави полку «Азов». У квітні підписав контракт на службу. У 2019-му брав участь в ООС, був у боях на Світлодарський Дузі, отримав два поранення та після лікування повернувся в стрій.
Займав військову посаду командира відділення 1-го взводу 2-ої роти 2-го батальйону полку «Азов». 
Служив і надалі в полку «Азов» вже в Маріуполі. Там одружився та продовжив контракт. Вступив на спеціальність «Психологія» Маріупольського державного університету.
З початком повномасштабного російського вторгнення в Україну перебував на навчальній базі в Золочеві . Повернувся в Маріуполь і разом з азовцями перебував на передовій. 
26 березня 2025 року поблизу села Яблунівка, Донецької області загинув рідний брат Кушнір Євгеній. 

## Загибель
Загинув Вячеслав Кушнір 15 квітня 2022 року від кульового поранення в шию у місті Маріуполь. Під час прориву на завод «Азовсталь» він прикрив собою своїх побратимів. Шість місяців рідні, не маючи офіційного підтвердження про загибель Вячеслава, сподівались, що він живий і не припиняли пошуків. На початку жовтня 2022 року його тіло знайшли та ідентифікували. Чин прощання з полеглим Вячеславом Кушніром відбувся 12 жовтня 2022 року в місті Шаргород в Санктуарії Страстей Господніх. Поховали бійця на Алеї Героїв Шаргородського кладовища .

## Нагороди
- Орден «За мужність» III ступеня (2022, посмертно) — за особисту мужність і самовіддані дії, виявлені у захисті державного суверенітету та територіальної цілісності України, вірність військовій присязі [6].

## Родина
Брат Вячеслава згодом також долучився до бригади "АЗОВ"
Дружина Поліна Кушнір — уродженка Москви, переїхала в Маріуполь 26 грудня 2020 року. Після смерті Вячеслава займалася волонтерством і вирішила також підписати контракт з бригадою АЗОВ 
Злишилися мама, дві сестри, троє братів і дружина .